# Сабелли, Джованни
Джованни Сабелли (итал. Giovanni Sabelli; 23 сентября 1886—25 октября 1917) — итальянский лётчик-ас, участник Первой мировой войны.

## Биография

### Ранние годы
Джованни Сабелли родился 23 сентября 1886 года в Неаполе в довольно богатой семье. Он интересовался техникой, особенно молодой, на тот момент, авиацией. Впоследствии Сабелли поступил на курсы лётчиков в Брукленде в 1912 году. 30 января 1912 года он получил сертификат пилота Королевского аэроклуба. Во время Первой Балканской войны он уехал добровольцем в Болгарию, чтобы воевать против турок. Его признали лучшим военным лётчиком всего Балканского союза.

### Первая мировая война
Когда Италия вступила в Первую мировую войну, Сабелли вызвался на военную службу. Несмотря на то, что он уже был лицензированным пилотом и ветераном боевых действий, Сабелли должен был пройти новые лётные экзамены. В августе 1915 года он сдал как базовые, так и передовые военные экзамены для авиаторов. После совершил ознакомительные полеты с Адриатическим оборонным рейсом, а затем отправился во Францию для обучения полётов на более современных самолётах. В январе 1916 года Сабелли вернулся в Италию и официально поступил на военную службу. Однако в сентябре его отправляют воевать в Албанию. В марте 1917 года его вернули на Итальянский фронт.
10 августа 1917 года Сабелли сбил свой первый самолёт. 6 сентября он смог уничтожить вторую вражескую машину. 17 сентября сбил сразу два самолёта, а 29 сентября ему удалось достичь отметки в пять сбитых машин. За это Сабелли была присуждена Серебряная медаль.

### Гибель
25 октября 1917 года Сабелли был сбит во время столкновения с австрийской авиацией. Его тело не было найдено. Лётчик Ферруччио Ранца, друг Сабелли, после случившегося нарисовал его на собственном самолёте SPAD S.VII в память о пилоте.

## Примечание
1. 1 2 3 4  Franks 2000, p. 159.
2. 1 2 3 4 5  Varriale 2009, pp. 92-93.
3. 1 2  Franks 2000, pp. 80-81.